# 犬伏川
犬伏川（いぬぶせがわ）は、愛知県の三河地方を流れる矢作川水系矢作川の支川。

## 概要
愛知県管轄の一級河川である。

## 支流
- 木瀬川

## 流域の自治体
愛知県
豊田市